# Gefängnissoziologie
Die Gefängnissoziologie zählt als Zweig der Organisationssoziologie zu den speziellen Soziologien, ist aber auch Teil der Sozialisationsforschung sowie der Kriminologie. Sie hat ihren Ursprung in der US-amerikanischen Sozialforschung („prison sociology“) und wird seit etwa 1970 kaum noch betrieben, weil sie der überkommenen soziologischen Rollentheorie verpflichtet war.
Gefängnissoziologen untersuchten das Rollenverhalten und Rollenverhältnis von Gefangenen und Bediensteten in (fast ausschließlich US-amerikanischen) Justizvollzugsanstalten und beobachteten dabei auch Effekte der Prisonisierung. Auch die klassische Beschreibung der Totalen Institution von Erving Goffman wird als Beitrag zur Gefängnissoziologie verstanden. 